# 빅뱅엔젤스
빅뱅엔젤스(Bigbang Angels)는 2012년에 설립된 대한민국의 엑셀러레이터 로 설립 이래 2022 년까지 10년 간 110곳이 넘는 창업팀에 약 135억원을 투자했으며, 투자받은 회사의 가치는 약 1조원에 이른다. 17개의 개인투자조합과 3개의 벤처투자조합을 통해 200억원에 이르는 투자재원도 확보했다. 또한 다양한 창업 육성 프로그램을 운영하며 스타트업의 성장과 글로벌 진출을 돕는 스타트업의 동반자이다.